# 西貢四怪
《西貢四怪》為1973年越南共和國喜劇電影，於1973年上映，片長101分鐘，由羅瑞新執導，麗都電影公司出品、製作及發行，沈翠姮、金剛、羅瑞新、清越、可能、松林主演，本片是羅瑞新其中一部電影代表作。

## 劇情介紹
西貢四怪包括4個人：矮子、胖子、鬍子和柳。他們是四個鄉下人，有一天他們想到要收拾行李到西貢，希望改變生活。四人坐火車到西貢。在西貢，他們因為不了解城市生活，引發了許多騷動和搞笑事件。
在餐廳打架後，他們被一位劇院老闆邀請加入劇團。正當他們以為自己有一份穩定的職業而興奮不已的時候，在首演的《董卓戲貂蟬》中，因為不會演戲，只知道調皮，卻給觀眾帶來了一場精彩的表演。演出期間，他們被為黑幫服務的美女雪注意到。雪將他們介紹給一個拍攝武俠電影的攝製組，但實際上他們接受的是訓練販毒。4人被帶到一個遠離陸地的島嶼。
在島上，老闆要求雪用「美人計」來勾引柳，以方便控制，而這一次也引發了雪與柳之間的戀情。以致雪想放走四人。
當「四怪」在島上時，鬍子的女友莉收拾行李前往西貢尋找他。她發現了那個假公司並被抓。
「四怪」在島上逗留久了，厭倦了荒野，思念家鄉。他們立刻想到了逃走的方法，並借助一艘由風扇和電池驅動的船得以逃脫。但老闆卻讓他的兩個手下去找他們。「四怪」闖入了共和體育場，突然變成失利的麗都隊4名球員。他們憑著自己的天賦，以精彩但同樣幽默的表演幫助球隊扭轉比分。然而比賽結束後，當他們得知鬍子的女友莉在島上時，他們不得不返回島上。
回到島上後，5人（包括莉）被雪秘密告知老闆的陰謀。他們再次嘗試逃跑。在穿越森林運送毒品的途中，他們的車隊受到國家警察的檢查。在老闆及其手下的恐嚇下，包括雪在內的6人向當局舉報了此事。事情曝光後，老闆和他的手下將雪和莉當作人質，並跳上木船逃跑。「四怪」與警察追捕。
經過在海上長時間的追捕，在警察與雪和莉的協調下將他們救出。同時宣布他們乘坐的木船裝有炸彈，從而拯救了「四怪」一行人。老闆及其手下被捕。
電影在帶領「四怪」回到家鄉的火車汽笛聲中結束。雪同意跟隨柳回到家鄉務農。他們都很高興能夠遠離城市生活的喧囂。

## 演員陣容
| 角色名稱 | 演員      | 備註                                   |
| -------- | --------- | -------------------------------------- |
| 雪       | 沈翠姮    |                                        |
| 莉       | 金 剛     |                                        |
| 柳       | 羅瑞新    |                                        |
| 鬍子     | 清 越     |                                        |
| 胖子     | 可 能     |                                        |
| 矮子     | 松 林     |                                        |
| 老闆     | 文 佳     |                                        |
| 酒吧歌手 | Pauline玉 |                                        |
|          | 萃 華     | 策劃話劇《呂布與貂蟬的愛情故事》的女士 |
|          | 寶 林     |                                        |
|          | 雄 方     |                                        |
|          | 松 萍     |                                        |
|          | 雷尼      |                                        |
|          | 玉 瑩     |                                        |
|          | 文 孝     |                                        |
|          | 明 政     |                                        |
|          | 思 𧒋     |                                        |
|          | 志 孝     |                                        |
|          | 德 富     |                                        |
|          | 懷 美     |                                        |
|          | 海 辰     |                                        |
|          | 阮文尋    |                                        |
|          | 懷 容     |                                        |
|          | 阮黃福    |                                        |
|          | 清 紅     |                                        |
|          | 黃 良     |                                        |
|          | 三 眾     |                                        |
|          | 海 靈     |                                        |

## 外部連結
- 互联网电影数据库（IMDb）上《西貢四怪》的资料（英文）